# Нью-Вотерфорд (Огайо)
Нью-Вотерфорд (англ. New Waterford) — селище (англ. village) в США, в окрузі Коламбіана штату Огайо. Населення — 1194 особи (2020).

## Географія
Нью-Вотерфорд розташований за координатами 40°50′53″ пн. ш. 80°37′8″ зх. д. / 40.84806° пн. ш. 80.61889° зх. д. (40.848010, -80.619022).  За даними Бюро перепису населення США в 2010 році селище мало площу 2,30 км², уся площа — суходіл.

## Демографія
Згідно з переписом 2010 року, у селищі мешкало 1238 осіб у 513 домогосподарствах у складі 348 родин. Густота населення становила 539 осіб/км².  Було 558 помешкань (243/км²).
Расовий склад населення:
| - 98,1 % — білих - 0,5 % — азіатів - 0,2 % — корінних американців - 0,2 % — чорних або афроамериканців |

До двох чи більше рас належало 0,9 %. Частка іспаномовних становила 0,6 % від усіх жителів.
За віковим діапазоном населення розподілялося таким чином: 24,0 % — особи молодші 18 років, 60,0 % — особи у віці 18—64 років, 16,0 % — особи у віці 65 років та старші. Медіана віку мешканця становила 40,1 року. На 100 осіб жіночої статі у селищі припадало 89,0 чоловіків;  на 100 жінок у віці від 18 років та старших — 84,5 чоловіків також старших 18 років.
Середній дохід на одне домашнє господарство  становив 50 583 долари США (медіана — 40 568), а середній дохід на одну сім'ю — 59 351 долар (медіана — 52 212). За межею бідності перебувало 21,6 % осіб, у тому числі 37,0 % дітей у віці до 18 років та 8,6 % осіб у віці 65 років та старших.
Цивільне працевлаштоване населення становило 595 осіб. Основні галузі зайнятості: освіта, охорона здоров'я та соціальна допомога — 21,7 %, роздрібна торгівля — 13,4 %, виробництво — 12,3 %.